# 佩达切
佩达切（義大利語：Pedace），是意大利卡拉布里亚大区科森扎省卡萨利-德尔曼科市镇内的分区。总面积51平方公里，人口2030人，人口密度39.8人/平方公里（2009年）。
2017年，佩达切失去独立的市镇地位，与其他四个市镇合并为新的卡萨利-德尔曼科市镇。